# 라이언 네메스
라이언 필립 네메스(Ryan Phillip Nemeth, 1984년 11월 4일 ~ )는 미국의 프로레슬링 선수이다. 2010년에는 《I Can Make Out with Any Girl Here》이라는 책을 집필하기도 하였다. 돌프 지글러의 동생이기도 하며, 브라일리 피어스(Briley Pierce)라는 이름으로도 활동했었다.

## 수상
- TNA 월드 태그팀 챔피언 1회 - 닉 네메스